# Heteroxenicus
Genre
Synonymes
- Brachypteryx Horsfield, 1821[2]

Heteroxenicus est un genre monotypique de passereaux de la famille des Muscicapidae. Il est présent à l'état naturel dans l'Himalaya et les montagnes du Nord du Vietnam.

## Liste des espèces
Selon la classification de référence du Congrès ornithologique international (version 8.1, 2018) :
- Heteroxenicus stellatus (Gould, 1868) — Brachyptère étoilée, Brachyptéryx de Gould, Courtaile étoilée, Grive à ailes courtes de Gould
  - Heteroxenicus stellatus stellatus (Gould, 1868)
  - Heteroxenicus stellatus fuscus (Delacour & Jabouille, 1930)